# Kura domowa

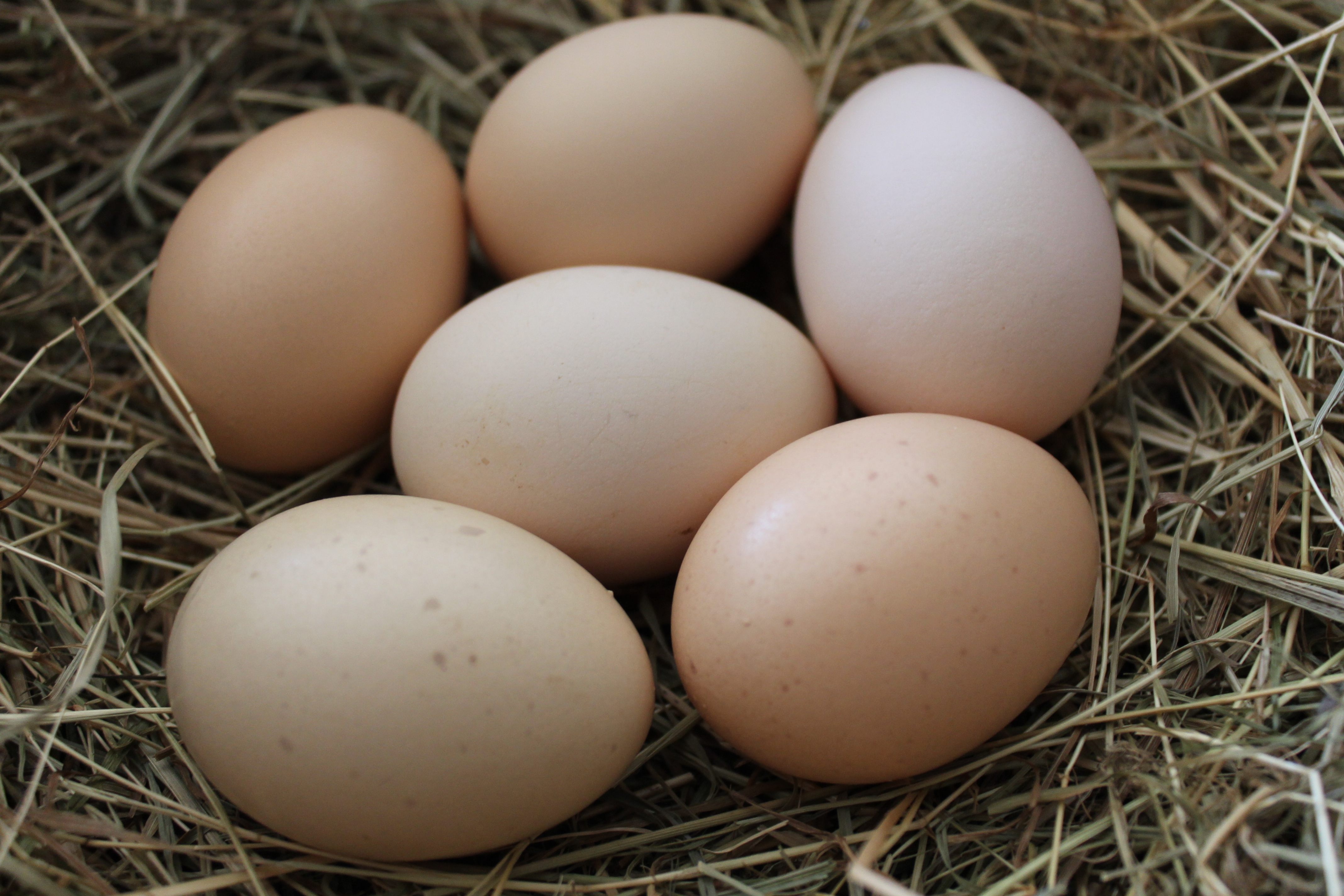
Jaja kurze

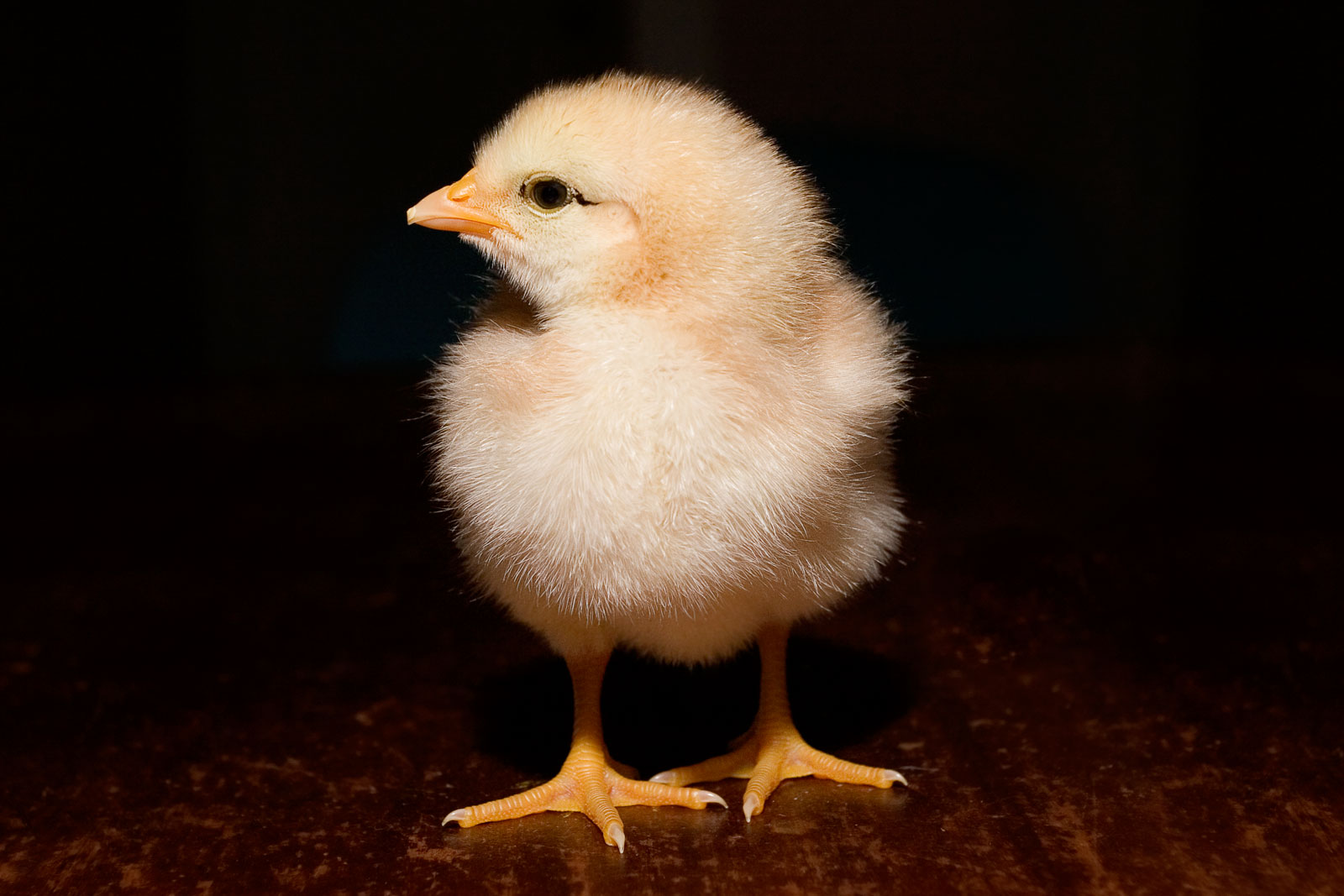
Pisklę jednodniowe

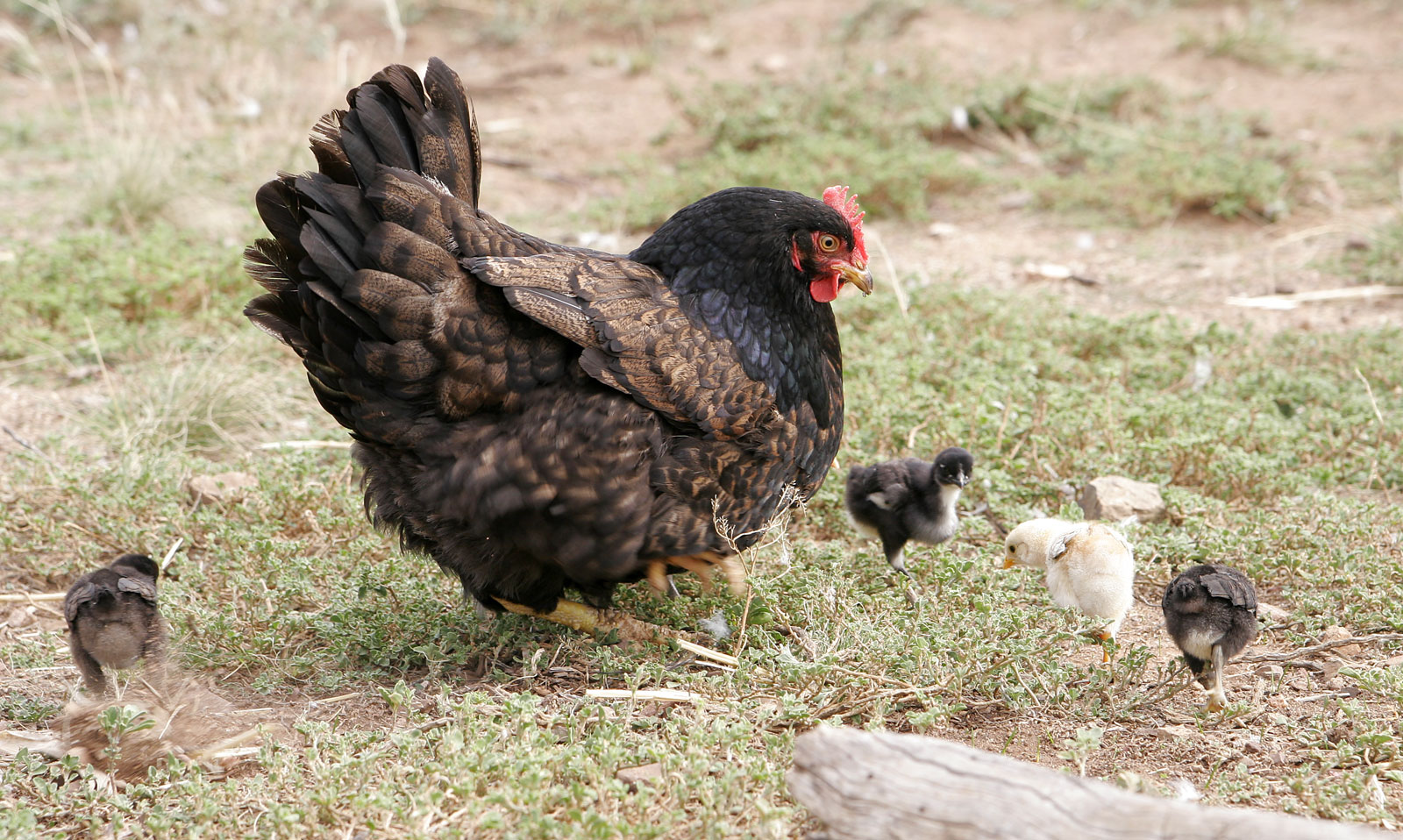
Kwoka z pisklętami na wybiegu

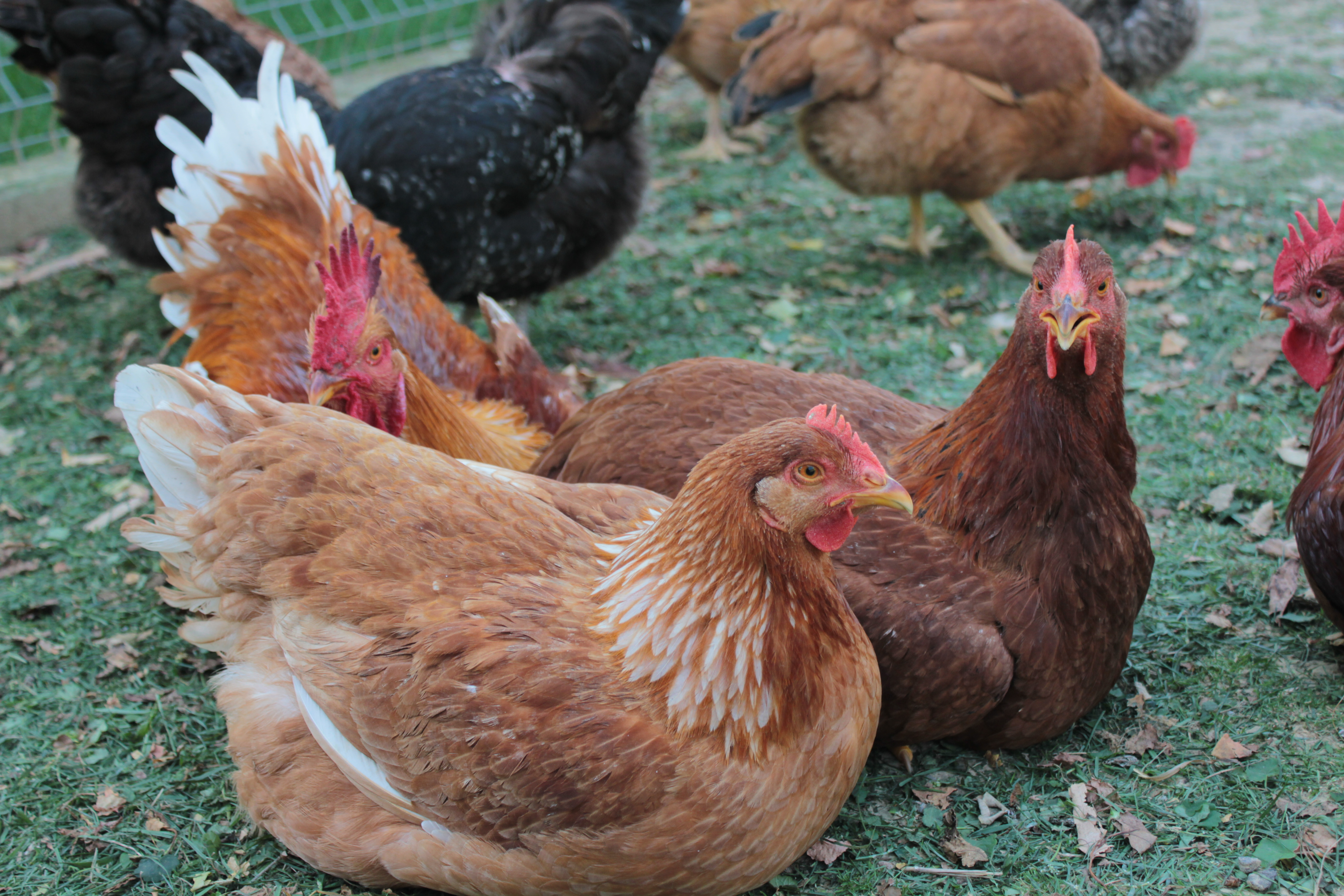
Kury przebywające na wolnym wybiegu

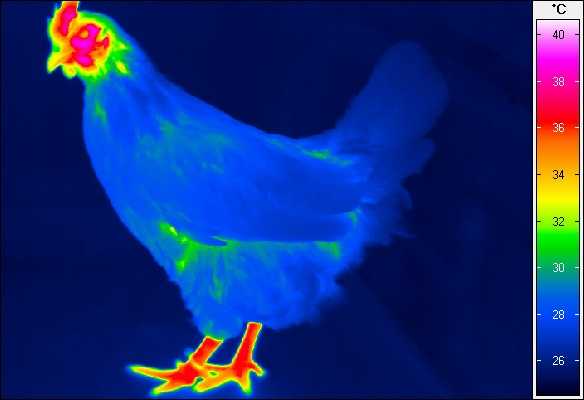
Termogram kury domowej. Kolory odpowiadają temperaturom na skali Celsjusza

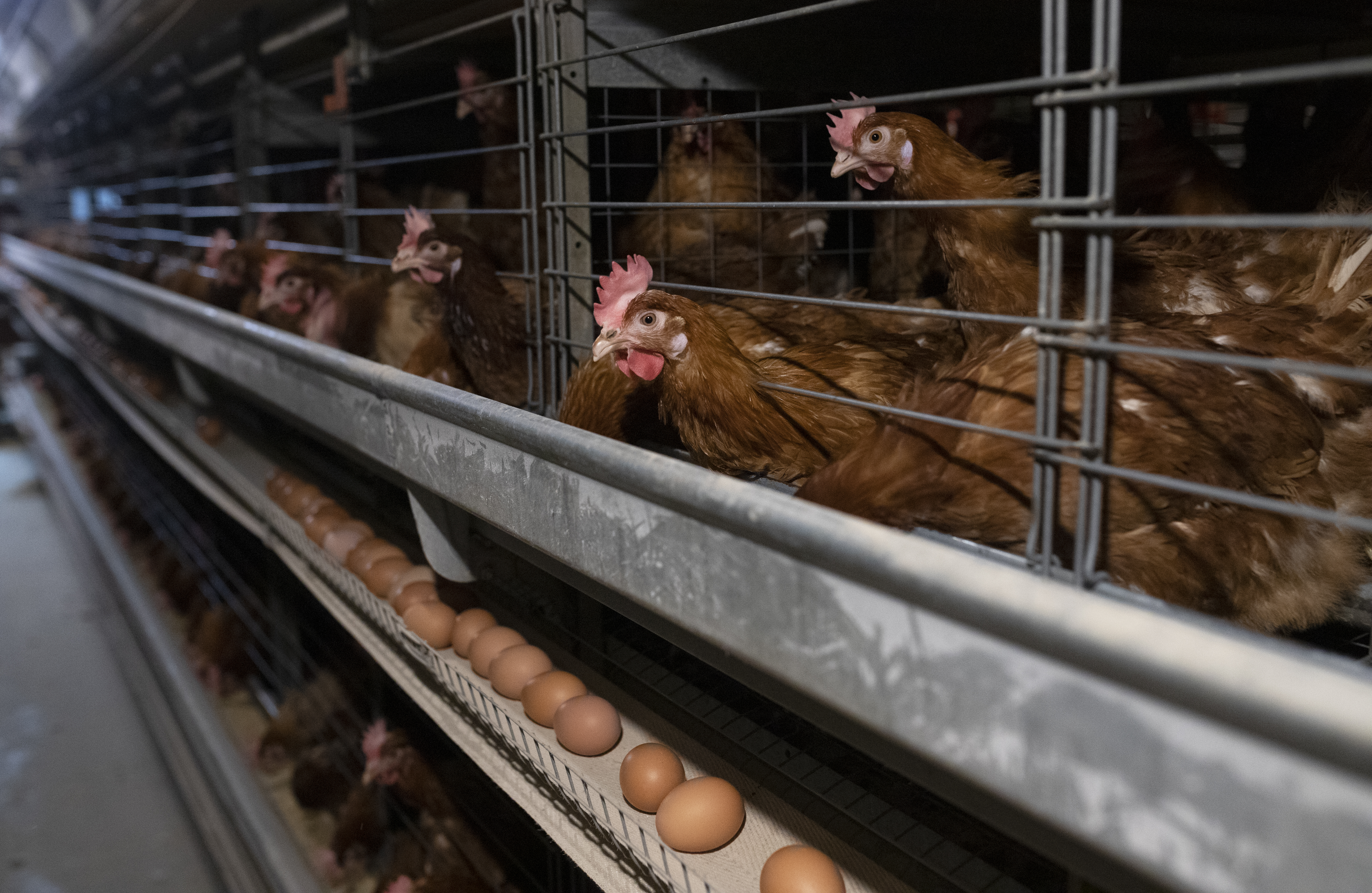
Kury w hodowli

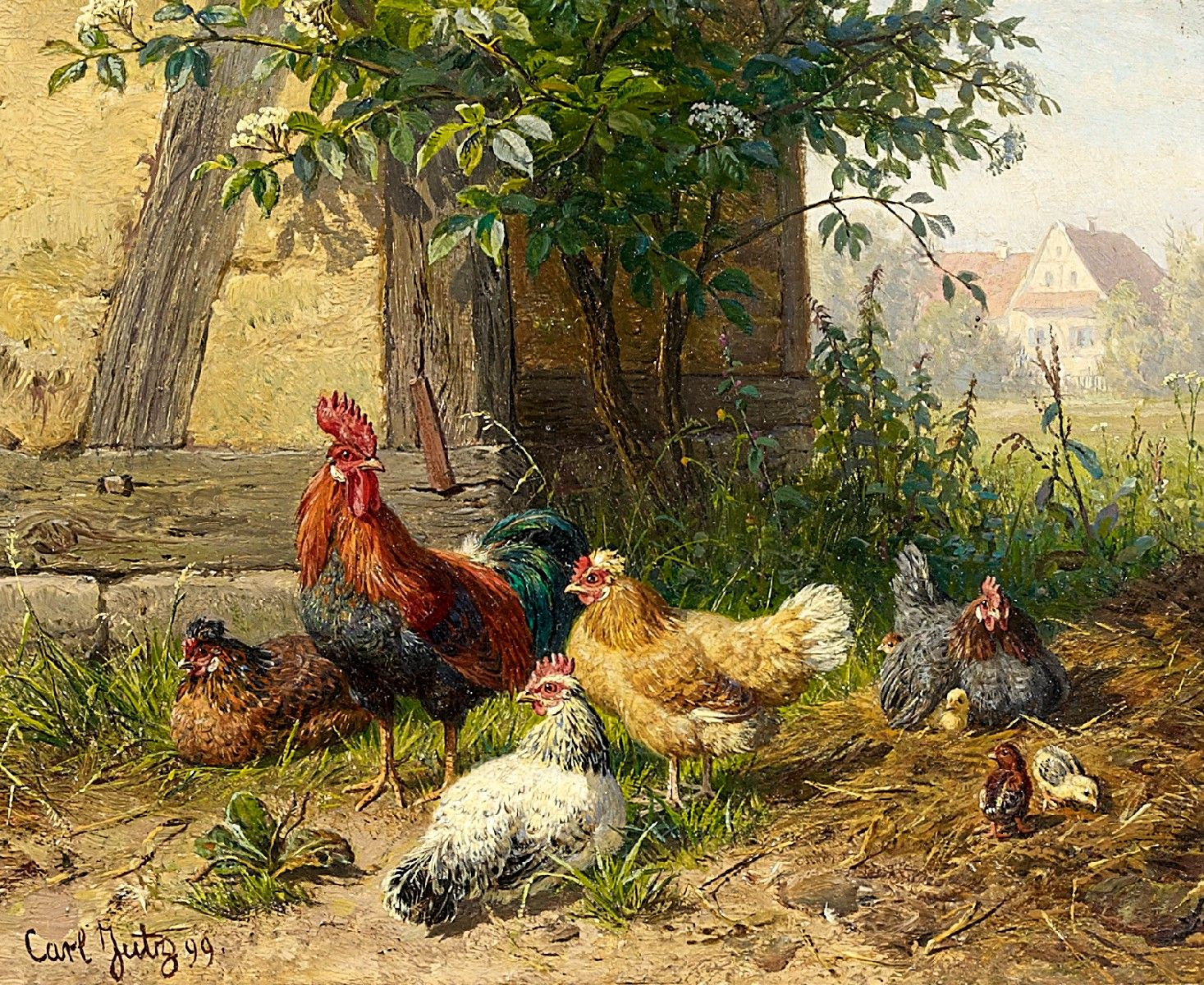
Kury w malarstwie (1899), Carl Jutz

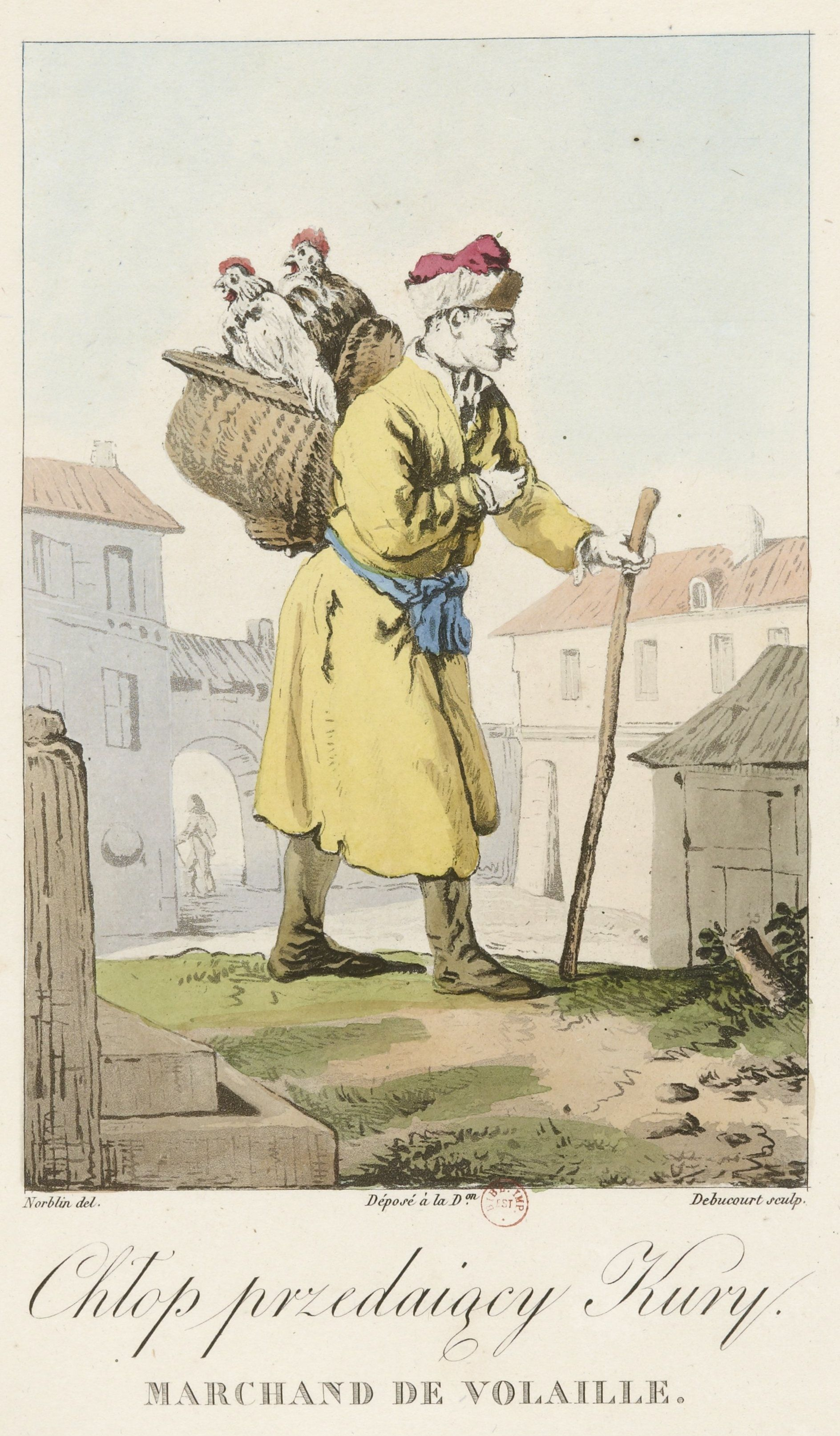
„Chłop sprzedający Kury”, przedstawiony na XVIII-wiecznym rysunku Jana Norblina

Kura domowa (Gallus gallus domesticus) – ptak hodowlany z rodziny kurowatych, hodowany na całym świecie. W środowisku naturalnym nie występuje. Uważa się, że stanowi formę udomowioną kura bankiwa (Gallus gallus), lecz nie wyklucza się domieszki innych gatunków południowoazjatyckich kuraków (zarówno żyjących, np. kur siwy, jak i wymarłych). Udomowienie nastąpiło prawdopodobnie w III tysiącleciu p.n.e. w Indiach, chociaż badania archeologiczne wykazały, że pierwsze kuraki udomowiono w Chinach już w VI tysiącleciu p.n.e. Około 1000 p.n.e. kury hodowano już powszechnie w Chinach, a ok. 500 p.n.e. w Egipcie i Europie, w tym w Polsce (odnaleziono kości kur podczas wykopalisk w Biskupinie). W tym okresie w Chinach prowadzono już sztuczne wylęganie. Jak wykazały badania, ówczesne kury przypominały dzisiejsze kury bezrasowe, lecz miały lepiej rozwinięte skrzydła.

## Zachowania kur
Kury (kurczaki, koguty) mają rozwinięte zdolności kognitywne oraz zdolności komunikacyjne. Komunikacja kur, kurczaków, kogutów jest skomplikowana, składająca się z ponad 24 rodzajów odgłosów.
Wykazują klasyczne objawy stresu, w tym zwiększoną częstość akcji serca, obniżoną temperaturę oczu, jak również zdenerwowanie, np.: kwoka obserwująca reakcje piskląt. Rozumieją, co się wokół nich dzieje oraz są przebiegłe i sprytne, jak również zdolne do empatii, wyrażając współczucie innym osobnikom podczas zagrożenia. Kury domowe są ptakami stadnymi. Wśród całego stada wyróżnić można kilka poszczególnych osobników, które starają się zdominować resztę. Osobniki z grupy dominującej mają pierwszeństwo w dostępie do pokarmu. W wypadku usunięcia niektórych kur lub koguta, w stadzie zachodzi do zakłócenia porządku, który wraca do normy, gdy zostanie ustalona nowa hierarchia dziobania. Wzbogacenie stada o nowe osobniki, a w szczególności młodsze, daje ryzyko wywołania walk i szkód w grupie. Niektórzy ludzie zachowania kur uznają za zabawne i edukacyjne, dlatego czasami są one trzymane jako zwierzęta domowe.

## Typy użytkowe kur
Wyróżnia się blisko osiemdziesiąt ras skupionych w kilku grupach o różnorodnych zastosowaniach.

### Kurynieśnelekkie
Są to stosunkowo lekkie ptaki – masa ciała w wieku 20 tygodni wynosi u samic 1,20 – 1,60 kg, u samców 1,70 – 2,45 kg. Mają szeroką miednicę i przylegające do ciała pióra. Na drobnej głowie posiadają silnie rozwinięte przydatki głowowe, które umożliwiają wczesną identyfikację płci. Charakteryzuje je wczesne opierzanie, niewielkie zużycie paszy i wysoki wskaźnik zapłodnienia. Do ujemnych cech zalicza się dużą płochliwość i skłonność do podfruwania.
Kury nieśne zaczynają znosić jaja w wieku 5–7 miesięcy, niezależnie od obecności samców. Koguty rozpoczynają dojrzewanie w 12 tygodniu życia, zaś pełną dojrzałość somatyczną uzyskują w 40 tygodniu. U kur brak instynktu kwoczenia, nie wysiadują jaj. Samce kur nieśnych cechuje duży temperament, na jednego samca przeznacza się ok. 14 samic. Nieśność kształtuje się w granicach 230–320 jaj rocznie, masa jaja w granicach 54–66 g, a zużycie paszy na produkcję jednego wynosi 140–160 g. Rasy te pojawiły się po raz pierwszy w basenie Morza Śródziemnego.
W Polsce do najpopularniejszych zestawów hodowlanych kur nieśnych należą:
- linie produkcyjne niosek o białej skorupie (powstałe wskutek krzyżowania rodów rasy Leghorn),
- linie produkcyjne niosek o brązowej skorupie.

### Kury mięsne
Pochodzą z Azji, gdzie do dziś w stanie dzikim żyją ich przodkowie. Cechuje je wysoka masa ciała (u kogutów przekraczająca nieraz 5 kg), dobry rozwój mięśni oraz niska nieśność. Ze względu na słabe parametry rozrodcze, w celu uzyskania brojlerów krzyżuje się je z rasami ogólnoużytkowymi. Rasy te niezwykle słabo latają, utrzymując ptaki w trybie mięsnym, kury selekcjonuje się w kierunku szybkiego wzrostu i przyrostu tkanki tłuszczowej oraz poboru paszy.
Przykłady: Dorking (kraj pochodzenia Wielka Brytania), Faverolle (kraj pochodzenia Francja), Jersey giant (kraj pochodzenia Stany Zjednoczone Ameryki), Niederrheiner (kraj pochodzenia Niemcy).

### Kury ogólnoużytkowe
Powstały ze skrzyżowania śródziemnomorskich kur nieśnych z ciężkimi kurami azjatyckimi. Mają łączyć cechy obu tych grup i w zależności od rasy przeważają cechy jednego bądź drugiego typu. Masa kogutów to 3 do 4 kg, a kur 2,2–3 kg. Nieśność w granicach 130–160 jaj rocznie. Mają z reguły silny instynkt kwoczenia.

### Kury amatorskie
- bojowce – rasy hodowane ze względu na swoją siłę i agresywność. Niektóre koguty mają po kilka ostróg na nodze. Używane do walk kogutów.
- kury karłowate – jedyna prawdziwie karłowata rasa to bantamki – masa 500–800 g, krótkie nogi, bardzo duży ogon i bardzo niska nieśność, co sprawia, że trudno je hodować. Ich pochodzenie nie jest pewne. Ceni się je jako doskonałe nasiadki podsuwając im jaja takich ptaków jak bażanty, przepiórki czy kuropatwy. Pozostałe rasy z tej grupy to potomkowie ras z innych grup, u których wystąpił defekt hormonalny. Ze względu na niski ciężar miały przez długi czas jedynie zastosowanie ozdobne. Obecnie ze względu na duży stosunek masy jaj do masy kury (odpowiednio ok. 35 g i 1 kg) karłowate nioski są hodowane w celu pozyskiwania masy jajecznej z ich jaj.
- kury zniekształcone – kury z utrwalonymi zniekształceniami kośćca lub upierzenia. Zazwyczaj hodowane w celach ozdobnych:
  - kury bezogonowe – brak u nich kręgów ogonowych.
  - kury czubate – kostny guz na głowie sprawia, że pióra układają się w charakterystyczny czub.
  - kury krótkonogie – nastąpiło u nich skrócenie niektórych kości długich, nie posiadają umiejętności grzebania, co pozwala na trzymanie ich jako ptaków ozdobnych w ogrodach.
  - kury o anormalnym upierzeniu – występują u nich takie zmiany jak: bardzo długie sterówki (np. u kogutów rasy feniks dochodzą do 6 m długości), kury gołoszyje z nagą szyją, kury jedwabiste – bez haczyków w piórach, stąd wyglądają jakby pokrywało je miękkie futro.

Osobną grupę stanowią kury bezrasowe – są to ptaki hodowane przez wiele stuleci w prymitywnych warunkach bez określonego kierunku selekcji. Obecnie często krzyżowane z kurami rasowymi w celu podniesienia jakości mieszańców (efekt utrzymuje się jednak tylko przez kilka pokoleń). Kury bezrasowe charakteryzuje duża zmienność ubarwienia oraz wygląd najbardziej zbliżony do kur ogólnoużytkowych. Ich nieśność rzadko przekracza 100 jaj, które znoszą zazwyczaj na wiosnę i jesienią. Ich zalety to duża wytrzymałość oraz umiejętność wyszukiwania pokarmu, nieraz daleko od kurnika. Te zalety to w dużej mierze wynik doboru naturalnego.

### Galeria

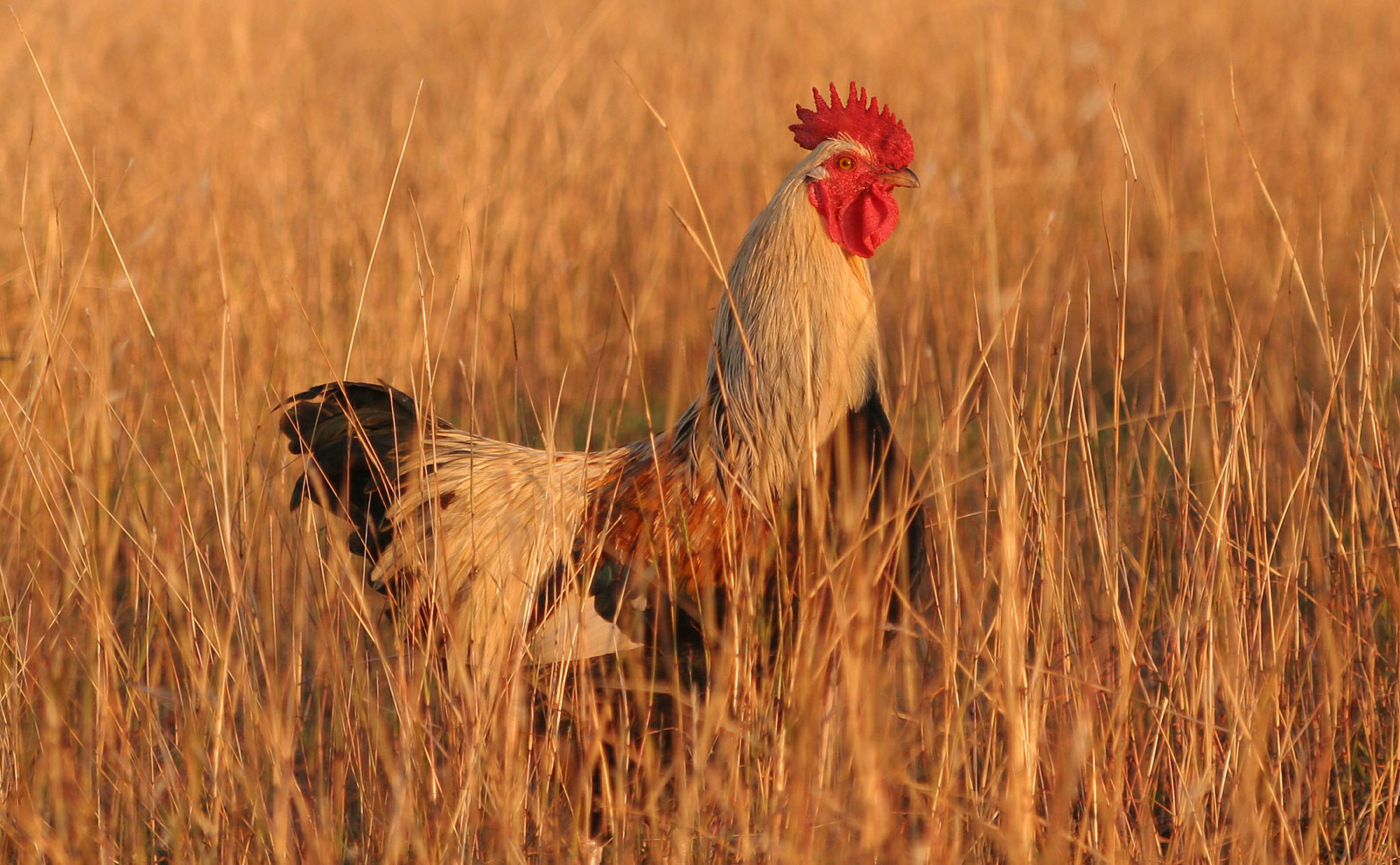
Kogut w trawie
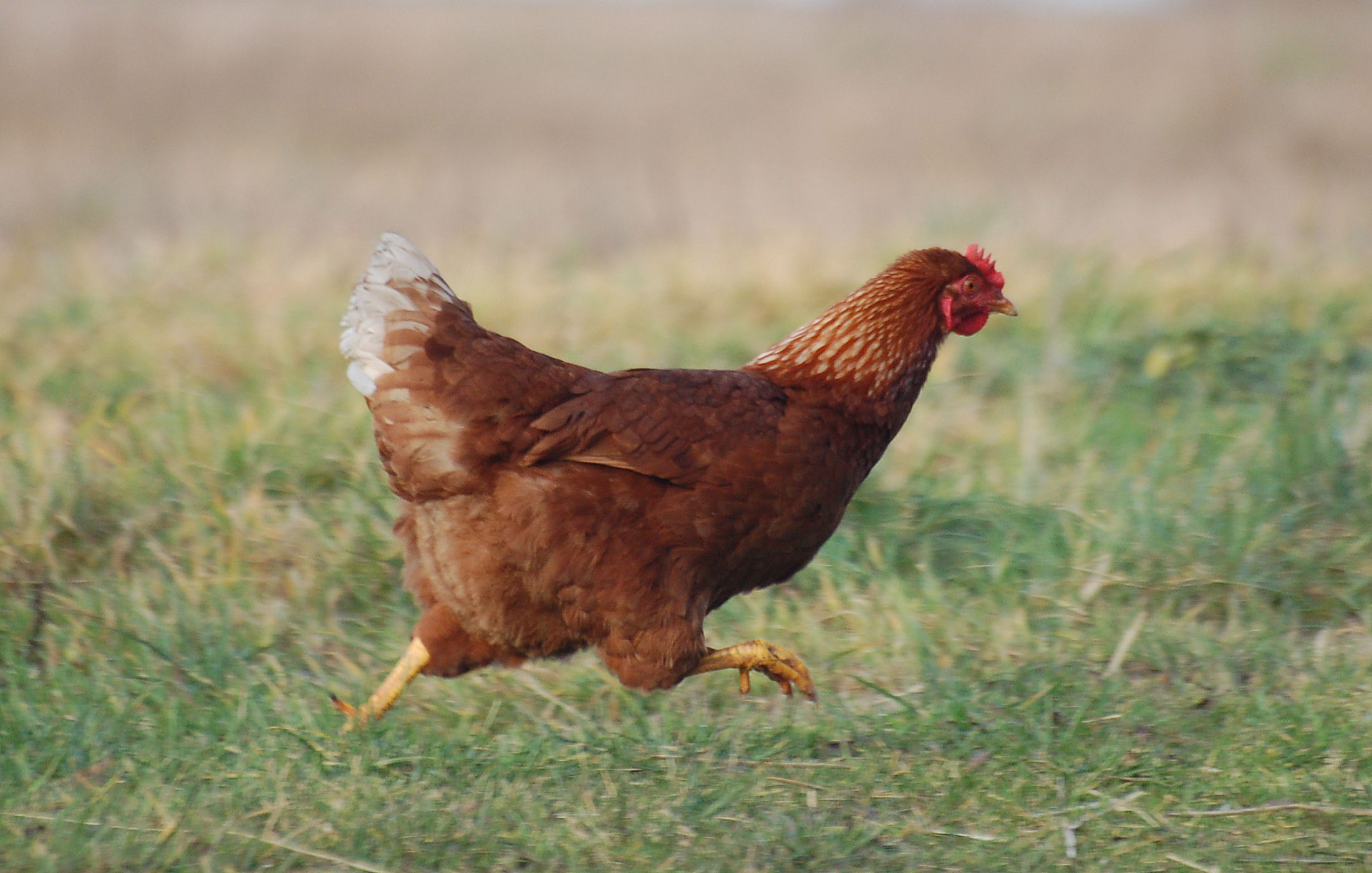
Biegnąca kura
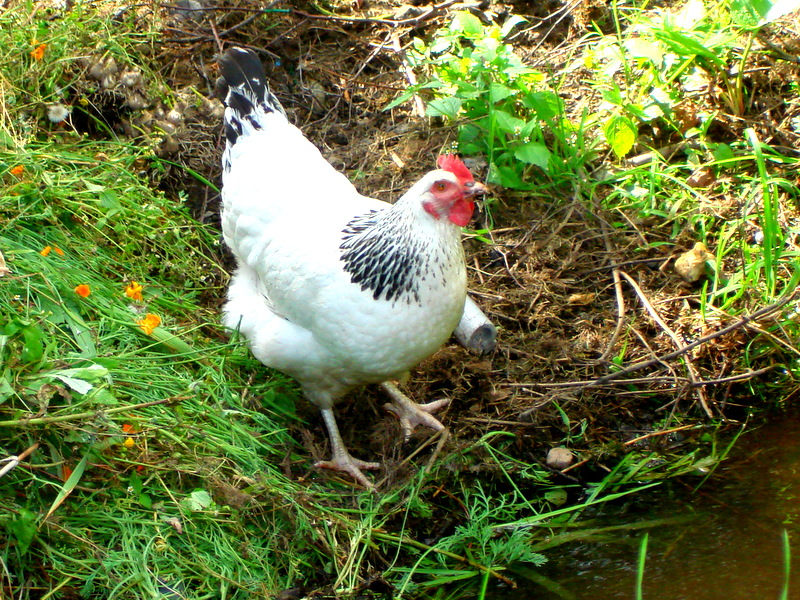
Kura nad strumykiem
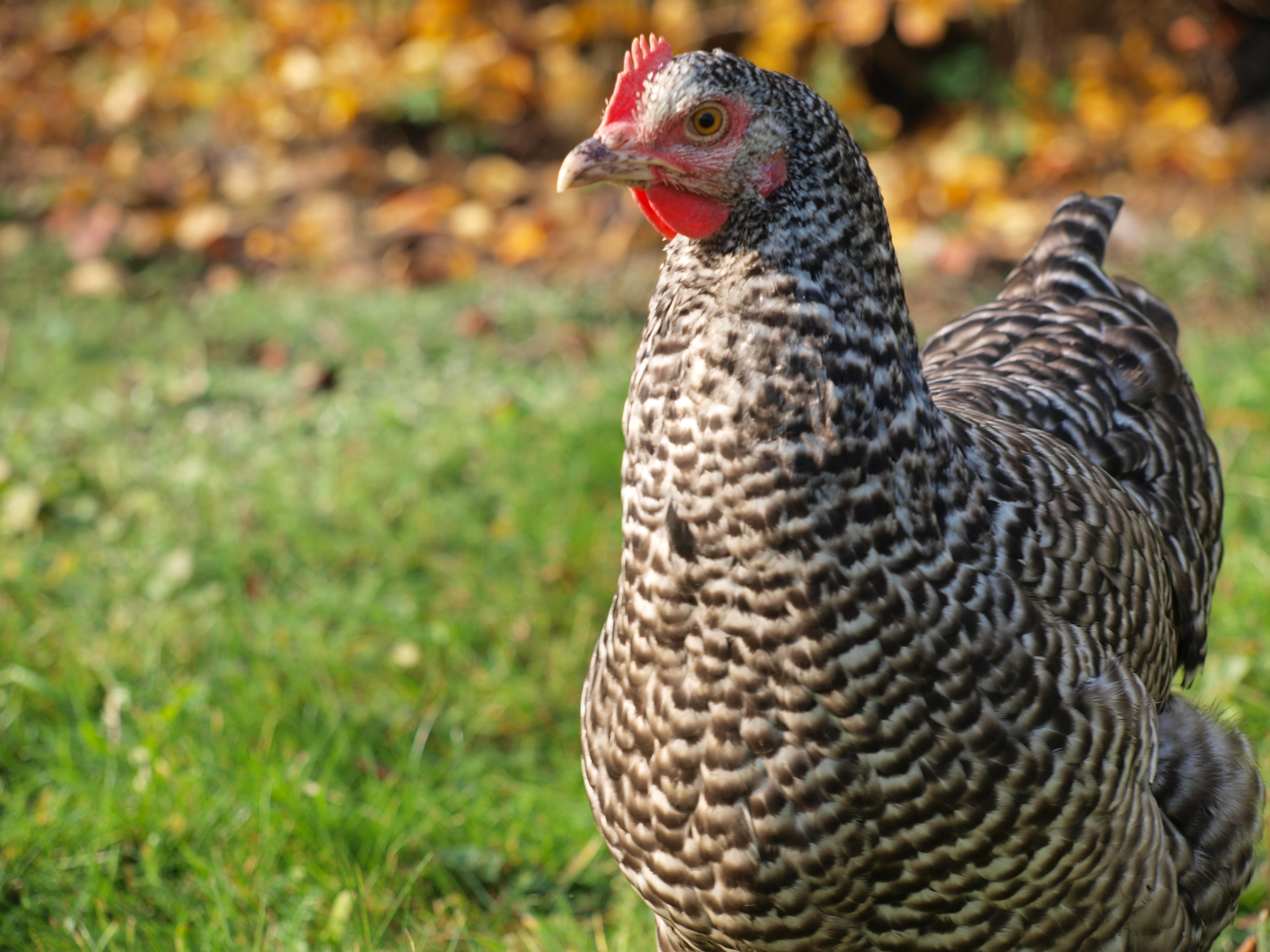
Młoda kura z rasy Plymouth Rock

## Anatomia kury
Kura posiada lekki szkielet, który zbudowany jest z kości pneumatycznych. Dysponuje czternastoma wyjątkowo giętkimi kręgami szyjnymi, dzięki czemu jest zdolna obrócić głowę aż o 180 stopni oraz poruszać nią w płaszczyźnie pionowej i poziomej (pozwala jej to uzyskać efekt żyroskopu). Kształt i wielkość mostka u kury warunkuje kształt jej ciała. Brak zdolności latania u niektórych ras kur może być spowodowany zbyt wielką masą ciała. W przypadku większości ras kur ozdobnych umiejętność latania wykorzystywana jest jedynie z konieczności. Znaczna liczba kur posiada cztery palce, z czego trzy skierowane są do przodu, a czwarty do tyłu, dzięki czemu ptak utrzymuje stabilną postawę. W miejscu będącym przejściem opierzonej kości udowej w nieopierzony skok znajduje się staw skokowy.

## Okres pierzenia
Jedynym okresem, w którym kura się nie niesie jest okres pierzenia. Pierzeniem nazywamy coroczny proces, podczas którego ptaki tracą pióra, zaś w miejsce utraconego upierzenia odrastają nowe. Trwa to zwykle przez miesiąc lub dwa. Zupełnie nowe pióra mogą różnić się strukturą i rysunkiem. Proces odrastania piór zużywa bardzo dużo energii kury i wymaga od niej dużej ilości białka jako surowca budulcowego. Należy wtedy żywić ptaki inaczej niż w trakcie nieśności. Gdy pierzenie przebiega zbyt wolno sugeruje się, że kura nie jest dobrą nioską.
Naukowcy z Uniwersytetu w Uppsali oraz Uniwersytetu w Addis Abbebie dowiedli, że składniki typowe dla kurzych piór odstraszają komary.

## Rasy kury
| A-C | D-M | N-Z |
| --- | --- | --- |
| A - Altsteirer - Altsteirer miniaturowy - Ameraucana - Amrock - Amrock miniaturowy - Anaberska lokowana - Andaluzyjska - Ankona - Ankona miniaturowa - Appenzeller - Araukana - Ardenner - Ardenner miniaturowy - Asil - Asil miniaturowy - Assendelfter - Austrian Painted Hen - Australorp - Australorp miniaturowy B - Bantamka - Barbu d'Everberg - Barbu d'Watermael – patrz: brodacz watermalski - Barbu d'Uccle - Barnewelder - Barnewelder miniaturowy - Bassette - Bekisar - Białoczub polski - Białoczub polski miniaturowy - Bielefelder - Bielefelder miniaturowy - Błękitna kura z Delaware - Bojowiec amerykański - Bojowiec angielski współczesny - Bojowiec angielski współczesny karłowaty - Bojowiec brugijski - Bojowiec indyjski - Bojowiec indyjski karłowaty - Bojowiec lutycki - Bojowiec malajski - Bojowiec malajski karłowaty - Bojowiec nowoangielski - Bojowiec pallatyński - Bojowiec staroangielski - Bojowiec staroangielski karłowaty - Bojowiec sudański - Bojowiec z Saipan - Brabankon - Brabant zagrodowy - Brabanter - Brabanter miniaturowy - Brahma - Brahma miniaturowa - Brakel - Brakel miniaturowy - Bramaputra - Bearded d'Anvers – patrz: wąsacz antwerbski - Breda - Breda miniaturowa - Bresse - Brodacz antwerpski – patrz: wąsacz antwerbski - Brodacz appencelski - Brodacz appencelski miniaturowy - Brodacz sowi - Brodacz sowi miniaturowy - Brodacz watermalski - Buckeye C - California Gray - Campine – patrz: Groninger Meeuwen - Chantecler - Chabo – patrz: karzełek japoński - Chu-Shamo - Cornish – patrz: bojowiec indyjski - Cornish-Rock - Cream Legbar - Crèvecoeur - Croad Langshan - Cubalaya - Czubatka dworska - Czubatka polska - Czubatka polska białoczuba – patrz: białoczub polski - Czubatka polska białoczuba miniaturowa – patrz: białoczub polski miniaturowy - Czubatka polska brodata - Czubatka polska brodata miniaturowa - Czubatka polska lokowana | D - Daisy Belle - Delaware - Denizili - Derbyshire Redcap - Dominique - Dorking - Drenthe - Drenthe miniaturowa E - Easter Egger - East Frisian Meeuwen F - Faverolle - Faverolle miniaturowy - Fayoumi - Feniks - Feniks miniaturowy - Fryzyjka - Fryzyjka miniaturowa G - Ga Noi - Gołoszyjka - Gołoszyjka lubelska - Gołoszyjka miniaturowa - Groninger Meeuwen - Górska piejąca H - Hiszpanka czarna białolica - Hiszpanka miniaturowa - Holenderka - Houdan - Hudan miniaturowy I - Iowa Blue - ISA Brown - Ixworth J - Jaerhons - Java - Jersey Giant - Jitokko - Jokohama - Jurłowska K - Karmazyn - Karzełek birmański - Karzełek frankfurcki - Karzełek holenderski - Karzełek japoński - Karzełek łapciaty - Karzełek polski - Ko-shamo - Kochin - Kochin miniaturowy - Koeyoshi - Kraienköppe – patrz: Twente - Kura dominikańska – patrz Dominique - Kura hamburska - Kura hamburska miniaturowa - Kura turyngeńska - Kura jedwabista - Kura jedwabista miniaturowa - Kura lokowana - Kura padewska – patrz: czubatka polska brodata - Kura pawłowska - Kurokashiwa L - Lakenvelder - Lakenvelder miniaturowy - La Flèche - Lamona - Langshan - Langshan niemiecki - Leghorn - Leghorn miniaturowy - Liliput polski - Lohmann Brown M - Malay – patrz: bojowiec indyjski - Marsh Daisy - Manx Rumpy - Maran - Maran miniaturowy - Marans - Minohiki - Minorka - Minorka miniaturowa | N - Nanjin-Shamo - Nankin - New Hampshire - New Hampshire miniaturowy - Niederrheiner - Norfolk Grey - North Holland - North Holland miniaturowa O - Ohiki - Old English Pheasant Fowl - Onagadori - OO-Shamo - Orloff - Orloff miniaturowy - Orłowska - Orpington - Orpington miniaturowy P - Penedesenca - Plymouth - Plymouth Rock miniaturowy - Plymouth Rock jastrzębiaty - Polbar - Połtawa R - Rheinlander - Rheinlander miniaturowy - Rhode Island - Rhode Island miniaturowy - Rosecomb - Rosa S - Satsumadori - Scots Dumpy - Scots Grey - Sebrytka - Serama - Sex Link - Shamo - Shamo miniaturowy - Shoukoku - Siciliana - Sulmtaler - Sulmtaler miniaturowy - Sułtan - Sułtan miniaturowy - Sumatra - Sussex - Sussex miniaturowy T - Tomaru - Totenko - Tournaisis - Tuzo - Twente - Twente miniaturowa U - Uajtroki V - Vorwerk - Vorwerk miniaturowy W - Wąsacz antwerbski – patrz: brodacz watermalski - Wąsacz watermalski – patrz: brodacz watermalski - Welsummer - Welsummer miniaturowy - White American - Winnebago - Wronogłówka holenderska - Współczesny bojowiec angielski - Współczesny angielski bojowiec karłowaty - Wyandotte Y - Yamato gunkey - Yokohama Z - Zielononóżka kuropatwiana - Żółtonóżka kuropatwiana |